# タイド型給油艦 (2代)
タイド型給油艦（英語: Tide-class tanker）は、イギリス海軍補助艦隊（RFA）向けに建造されている大型艦隊給油艦（AO）の艦級。計画名はMARS（Military Afloat Reach and Sustainability tankers）であった。

## 概要
従来、RFAは、小規模部隊の補給活動に従事する小型艦隊給油艦（AOL）としてローバー型およびリーフ型を運用してきた。しかしマルチハザード化およびグローバル化に伴う任務の多様化から、これらの艦級も大型艦隊給油艦（AO）によって代替する方針とされ、これによって計画されたのが本級である。

## 同型艦
本級はサマセット州バースのBMT Defense Servicesによって設計されたが、2012年2月22日にイギリス国防省は韓国の大宇造船海洋と建造費4億5,200万ポンドで4隻納入する契約を交わし、建造が行われている。
2012年11月13日、RFAはMARSの艦名を以下のように決定した。1番艦から3番艦までは、1950年代から1960年代に建造された初代の艦名を襲名している。
| #    | 艦名                            | 起工           | 進水          | 就役           |
| ---- | ------------------------------- | -------------- | ------------- | -------------- |
| A136 | タイドスプリング RFA Tidespring | 2014年12月     | 2015年4月     | 2017年11月27日 |
| A137 | タイドレース RFA Tiderace       | 2015年6月      | 2015年11月    | 2018年8月2日   |
| A138 | タイドサージ RFA Tidesurge      | 2015年12月7日  | 2016年6月4日  | 20192月20日    |
| A139 | タイドフォース RFA Tideforce    | 2015年12月24日 | 2017年1月21日 | 2019年7月30日  |